# NGC 7566
NGC 7566 este o galaxie seyfert de tip 2⁠(d) situată în constelația Peștii. A fost descoperită în 20 septembrie 1784 de către William Herschel. Se află la o distanță de 108,12 megaparseci de Pământ.